# 輝陵
輝陵，是中国金朝开国皇帝金太祖的高祖父绥可的陵墓。
天会十四年（1135年），金熙宗即位后，追尊绥可谥号为恭简皇帝，庙号献祖。皇统四年（1144年），称他在金上京（今黑龙江省阿城市白城子）附近的墓葬地为輝陵。正隆元年（1156年），完颜亮将绥可改葬于大房山（今北京市房山区），陵号依然是輝陵。明朝末年，因为后金反明，被明朝政府破坏。